# Ludgate
Ludgate fue la puerta más occidental de la Muralla de Londres. De origen romano, fue reconstruida en varias ocasiones y finalmente demolida el 30 de julio de 1760. Su nombre perdura en Ludgate Hill, una continuación hacia el este de Fleet Street, así como en Ludgate Circus y Ludgate Square. Los materiales de la puerta fueron vendidos por 148 libras.

## Etimología
Según la leyenda registrada por el clérigo normando-galés Geoffrey de Monmouth, Ludgate debe su nombre al antiguo rey británico Lud, hermano del rey Casivelauno. Algunos folcloristas sugieren que Lud podría ser una manifestación del dios Nodens. Sin embargo, existen otras teorías sobre el origen del nombre, ninguna aceptada universalmente. Autores posteriores propusieron que deriva de «flood gate» o «Fleet gate» (puerta del río o puerta de Fleet), de «ludgeat» (puerta trasera o poterna), o del término en inglés antiguo «hlid-geat», un compuesto común en inglés antiguo que significa «poterna» o «puerta abatible».

## Historia

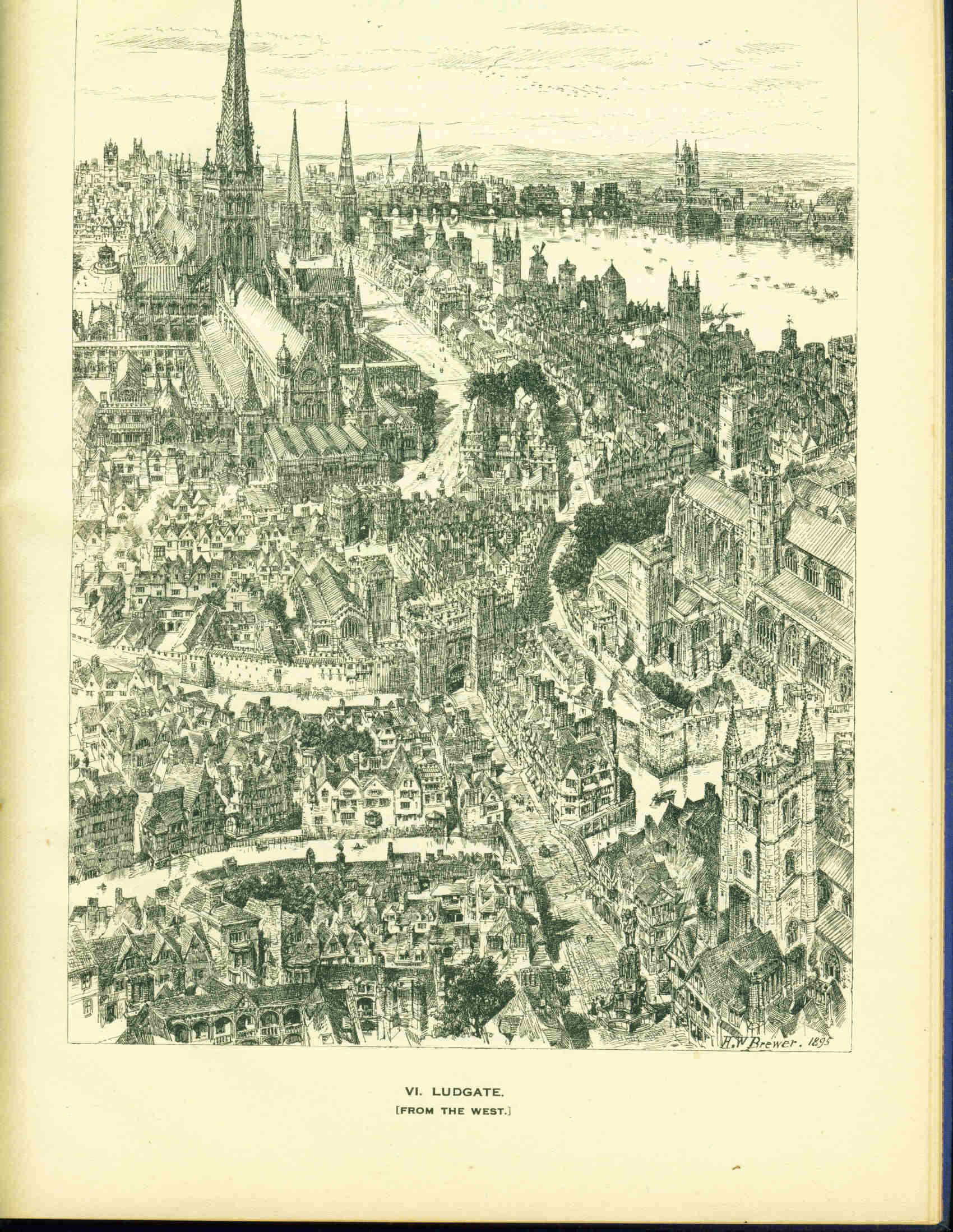
Ludgate y sus alrededores en el (imaginado en 1895).

Se considera que Ludgate fue una de las cuatro puertas originales de la Muralla de Londres, de origen romano, cuya construcción comenzó en el año 190 d. C.

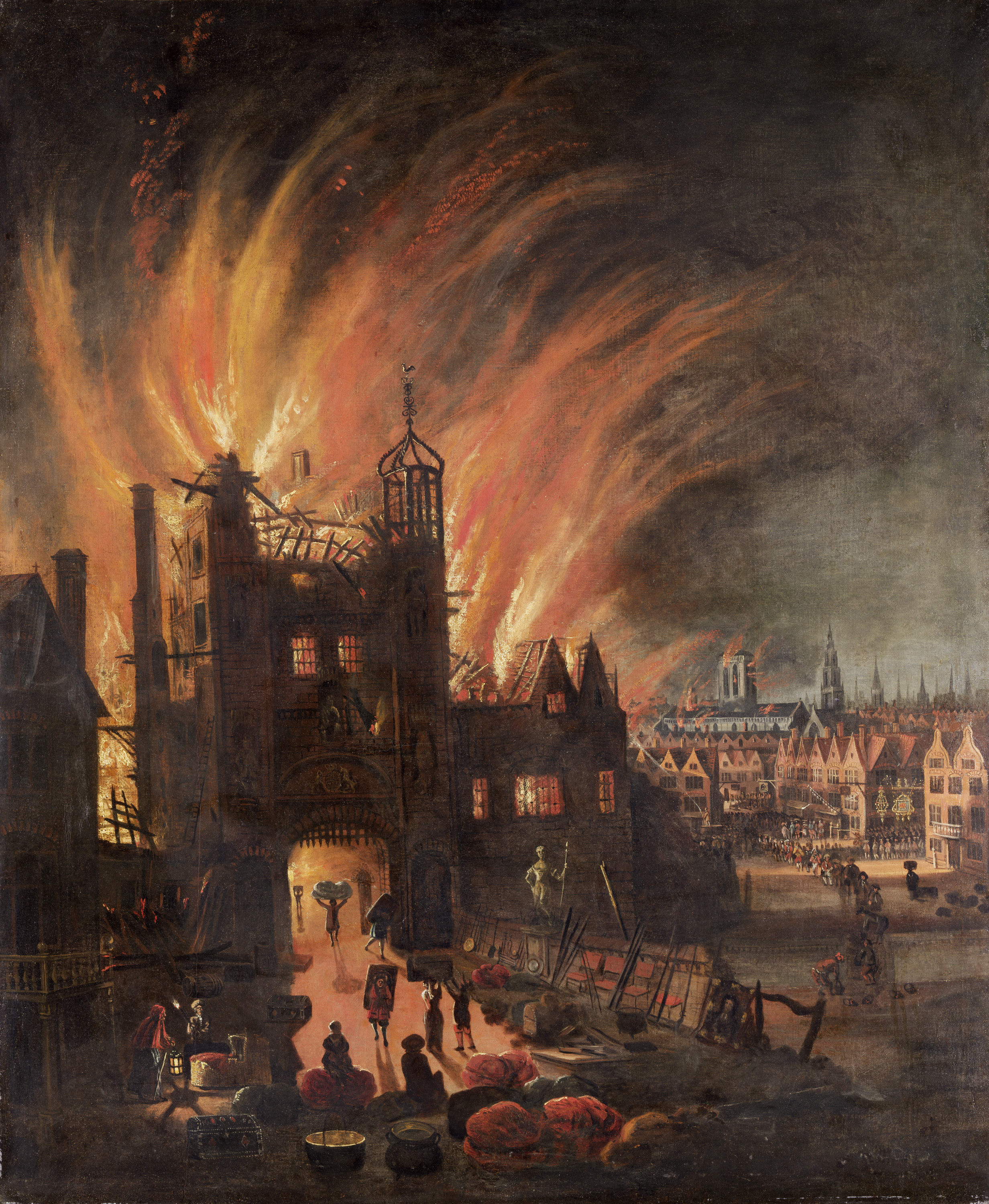
Ludgate en llamas en 1666. Pintura al óleo de un artista anónimo, circa 1670.

Durante la primera guerra de los Barones (1215-1217), fuerzas antirrealistas reconstruyeron la puerta utilizando materiales recuperados de las casas destruidas de judíos. Hacia 1450, la puerta fue reconstruida por un hombre llamado Foster, quien había estado encarcelado en la prisión de deudores ubicada sobre la puerta. Este hombre llegó a ser Sir Stephen Foster, Lord alcalde de Londres. Su viuda, Agnes, renovó y amplió Ludgate y la prisión de deudores, eliminando la práctica de hacer que los presos pagaran por su comida y alojamiento. Su contribución fue conmemorada con una placa de bronce en la pared, que decía:
Almas devotas que pasen por aquí,
 Por Stephen Foster, antiguo alcalde, oren con fervor;
 Y por Dame Agnes, su esposa, consagrada a Dios,
 Que por piedad esta casa hizo, para londinenses en Ludgate;
 Para que por alojamiento y agua los presos aquí nada paguen,
 Como sus guardianes responderán en el temido día del juicio! 
En febrero de 1554, Ludgate fue el escenario final de la rebelión de Wyatt, cuando Sir Thomas Wyatt el Joven llegó a la puerta con una fuerza de entre trescientos y cuatrocientos hombres. La puerta fue defendida por Lord William Howard con la milicia local, quienes negaron la entrada a los rebeldes, obligándolos a retirarse y rendirse posteriormente.
Ludgate fue reconstruida en 1586 según el diseño de William Kerwin, con nichos en la fachada adornados con estatuas de la reina Isabel I y el rey Lud con sus dos hijos; estas estatuas reemplazaron a las medievales, que habían sido dañadas por iconoclastas protestantes durante el reinado de Eduardo VI. La puerta fue demolida en 1760 a petición de los ciudadanos locales. En ese momento aún funcionaba como prisión de deudores, por lo que los internos fueron trasladados al asilo de trabajo público en Bishopsgate. Las estatuas de la fachada se conservaron en la iglesia de St Dunstan-in-the-West en Fleet Street. Cuando la iglesia fue reconstruida en 1831, fueron vendidas y trasladadas a Hertford Villa en Regent's Park, pero regresaron a la iglesia en 1935. La estatua de Isabel se encuentra ahora en un nicho sobre la puerta del vestíbulo, mientras que las demás están en el pórtico.

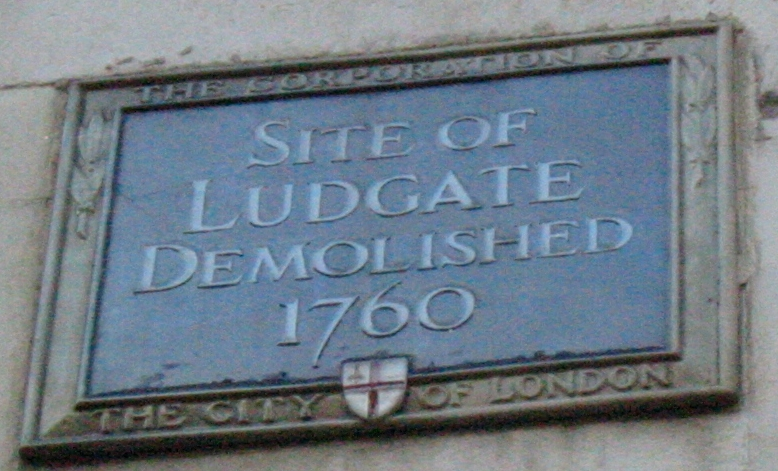
Placa que marca la ubicación de Ludgate.

## En la literatura
- Ludgate es mencionada en la novela Sword Song de Bernard Cornwell, ambientada durante el reinado de Alfredo el Grande.
- Ludgate aparece en la Historia Regum Britanniae de Geoffrey de Monmouth, escrita alrededor de 1136. Según esta obra pseudohistórica,[15][16] el nombre proviene del rey galés Rey Lud, quien también habría dado su nombre a Londres.[17]
- Ludgate es mencionada en la novela As Meat Loves Salt de Maria McCann, ambientada durante la guerra civil inglesa.
- Ludgate aparece en el poema «Up and Down» de Walter de la Mare, incluido en Collected Poems 1901–1918, Vol. II: Songs of Childhood, Peacock Pie, 1920.
- Ludgate figura en la parte III de Burnt Norton, el primero de los Four Quartets de T. S. Eliot, como el último de los siete «montes sombríos de Londres».